# سیمون سانتورو
سیمون سانتورو (انگلیسی: Simone Santoro؛ زادهٔ ۲۰ سپتامبر ۱۹۹۹) بازیکن فوتبال است.